# Яркин, Александр Владиславович
Алекса́ндр Владисла́вович Я́ркин (29 декабря 1986, Барнаул) — российский футболист, нападающий. Воспитанник барнаульского «Динамо», сын футболиста Владислава Яркина.

## Биография
Начал профессиональную карьеру в родном Барнауле. За два года забил 16 мячей в 44 матчах. 2006 год начал в составе казанского «Рубина», в котором за два сезона сыграл 20 матчей (во всех выходил на замену) в среднем по 20 минут и забил 3 гола. В 2007-м был отдан в аренду хабаровскому клубу «СКА-Энергия», в составе которого в следующем году стал лучшим бомбардиром Первого дивизиона. В общей сложности за хабаровчан провёл 51 матч, в которых отличился 25 раз. В 2009 году была ещё одна аренда — во владикавказскую «Аланию» (34 игры и 3 забитых мяча). Вернувшись в 2010-м в «Рубин», Яркин стал обладателем Кубка чемпионов Содружества, проведя на турнире 6 игр и забив 3 гола. В феврале 2010 подписал трёхлетний контракт с ФК «Краснодар». В первом сезоне в 25 встречах отличился 5 раз. В 2011 вновь на правах аренды играл в «СКА-Энергии» — 35 матчей, 5 голов. Последние полгода провёл в родном Барнауле, выступая за местное «Динамо». За 18 матчей забил 9 мячей и отдал 8 результативных передач. Зимой 2013 года «Салют» заключил с Яркиным соглашение на 2,5 года.